# 嘎拖寺
嘎拖寺（藏語：ཀཿ་ཐོག་རྡོ་རྗེ་གདན་，THL：Katok Dorjé Den，又译噶陀寺、噶妥寺、嘎托寺、呷拖寺、嘎多寺、嘎陀寺等）位於四川省白玉縣，是中国藏传佛教宁玛派六大寺院之一。
2004年增補為第六批四川省文物保護單位，2013年3月5日列為第七批全國重點文物保護單位。